# Pyrrhocorax
Pyrrhocorax és un dels gèneres d'ocells de la família dels còrvids. Són ocells negres i lluents, similars en aspecte a les espècies del gènere Corvus de les que es poden diferenciar fàcilment per llurs potes roges i els becs esmolats i acolorits de groc o vermell, depenent de l'espècie. Amb una grandària similar a la d'una gralla, tenen un aspecte més gràcil que aquest ocell homònim.
Són ocells d'Euràsia i Àfrica Septentrional, sobretot d'alta muntanya, però també, ocasionalment penya-segats costaners. Ambdues espècies estan presents als Països Catalans, arribant a llurs majors concentracions en zones pirinenques.

## Distribució i hàbitat
Les gralles crien a les muntanyes, des del Marroc i Espanya cap a l'est a través del sud d'Europa i els Alps, a través d'Àsia Central i l'Himàlaia fins a la Xina occidental. A Catalunya la gralla becvermella es troba en zones de muntanya amb pastures, gairebé des de nivell de mar fins a l'estatge alpí i la becgroga només se la troba en zones de muntanya per sobre els 1800 m.
La gralla becgroga també es troba a Còrsega i Creta i la gralla becvermella té poblacions a Irlanda, el Regne Unit, l'Illa de Man, Bretanya i dues zones de les terres altes etíops. Ambdues espècies són residents no migratoris en tota la seva àrea de distribució, només de tant en tant vagant als països veïns.
Aquests ocells són típics de zones muntanyenques, tot i que la gralla becvermella també utilitza penya-segats marins costaners a Irlanda, Gran Bretanya i Bretanya, alimentant-se en prats adjacents d'herba curta o planes fèrtils; la petita població de La Palma, una de les Illes Canàries, també és costanera. A Europa la gralla becvermella es cria més habitualment en muntanyes per sobre dels 1.200 m, 2.000 m al nord d'Àfrica i 2.400 m a l'Himàlaia. En aquesta serralada arriba als 6.000 metres a l'estiu, i s'ha registrat a 7.950 metres d'altitud a l'Everest. La gralla becgroga cria per sobre dels 1.260 m a Europa, 2.880 m al Marroc, i 3.500 m a l'Himàlaia. Ha niat a 6.500 m, més alt que qualsevol altra espècie d'ocell, i s'ha observat seguint escaladors que ascendeixen al Mont Everest a una altitud de 8.200 m.
On les dues espècies es troben a les mateixes serralades, l'espècie becgroga tendeix a criar-se a una altitud més gran que la becvermella, perquè està millor adaptada per a una dieta a altituds altes.

## Descripció
Les gralles són còrvids de mida mitjana; la gralla vermella té una longitud de 39-40 cm amb una envergadura alar de 73-90 centímetres, i la gralla becgroga és lleugerament més petita amb una longitud de 37-39 cm amb una envergadura alar de 75-85 cm. Aquests ocells tenen el plomatge negre similar a la de molts corbs de Corvus, però es distingeixen fàcilment dels membres d'aquest gènere pel color brillant del bec i potes. Com el propi nom comú les identifica, la becgroga té el bec groc i la vermella el té vermell i tots dos són llargs i corbats; els adults d'ambdues espècies tenen les potes vermelles. Els sexes són similars, però el colors del bec i potes dels juvenils de cada espècie són més apagats que els dels adults i el plomatge no té la brillantor que es veu en els adults.
Altres distincions físiques es resumeixen a la taula següent.
| Característiques | Gralla becvermella                                     | Gralla becgroga                                     |
| --- | ------------------------------------------------------ | --------------------------------------------------- |
| Pes | 285–380 g                                              | 191–244 g                                           |
| Envergadura alar | 249–304 mm                                             | 250–274 mm                                          |
| Cua | 126–145 mm                                             | 150–167 mm                                          |
| Tars | 55–59 mm                                               | 41–48 mm                                            |
| Bec | 41–56 mm                                               | 31–37 mm                                            |
| Color del bec | Vermell                                                | Groc                                                |
| Aparença en vol: El "dits" de les plomes primàries de la gralla vermella són més evidents i la cua més curta que la gralla becgroga. | Silueta contra el cel d'una gralla becvermella en vol. | Silueta contra el cel d'una gralla becgroga en vol. |

Les dues gralles es distingeixen entre si pel color del bec, i en vol les llargues i amples ales i la cua curta de les becvermell li donen una silueta bastant diferent de la becgroga que és lleugerament més petita. Ambdues espècies sovint utilitzen la seva maniobrabilitat per realitzar acrobàcies, ascendint davant els penya-segats i deixant-se caure com rodant amb cua en ventall i les ales plegades.
El crit de la gralla becvermella és un “quiaà” una mica més llarg que el de la gralla completament diferent al de la gralla becgroga que és “tsii” i un “trii” que recorda més al d'un túrdid que no pas al d'un còrvid. Els joves de les subespècies d'ambdues gralles tenen crides de freqüència més alta que els adults, com prediu la relació inversa entre la mida del cos i la freqüència.

## Conducta i ecologia

### Reproducció

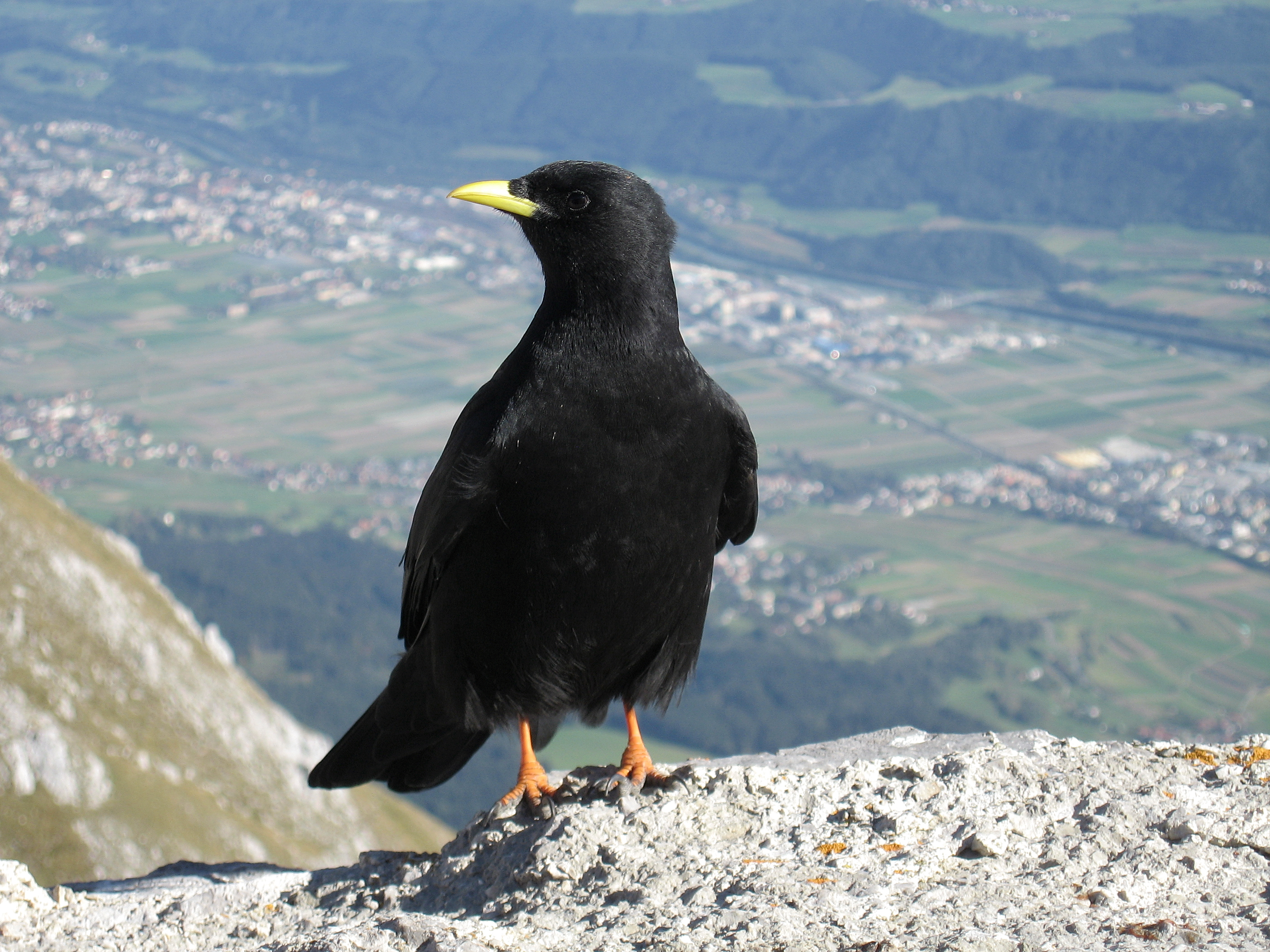
La gralla becgroga es reprodueix en serralades de gran altitud en gran part del sud d'Euràsia.

Les gralles són monògames, i mostren una alta fidelitat de parella i al lloc. Ambdues espècies construeixen un niu voluminós d'arrels, pals i tiges vegetals folrats d'herba i petites branques o pèl. El construeix sobre una cornisa, en una cova o fissura similar en una cara de penya-segat, o en llocs artificials com edificis abandonats, pedreres o preses. La gralla becvermella també usa de vegades edificis ocupats com monestirs mongols. Les gralles no formen colònies, encara que en l'hàbitat adequat diverses parelles poden niar a prop.
Ambdues espècies ponen de 3 a 5 ous normalment blanquinosos amb taques marrons o grises, que són incubats per la femella sola. Els pollets becvermell neixen gairebé sense plomes, però els pollets de l'altitud més alta de la becgroga neixen amb una densa coberta de plomissol. Els pollets són alimentats per ambdós pares i en 29 a 31 dies després de l'eclosió els pollets de becgroga ja són volanders, i el de becvermella triguen una mica més, de 31 a 41 dies.
La gralla becgroga pon els ous aproximadament un mes més tard que la seva parenta, encara que l'èxit de la cria i el comportament reproductiu són similars. Les similituds entre les dues espècies probablement van sorgir a causa de les mateixes fortes restriccions ambientals sobre el comportament de cria. La taxa de supervivència del primer any de la becvermella juvenil és del 72,5 %, i per la de la becgroga del 77%. La taxa anual de supervivència dels adults és del 83-92% per la becgroga, però és desconeguda per a la becvermella.

### Alimentació

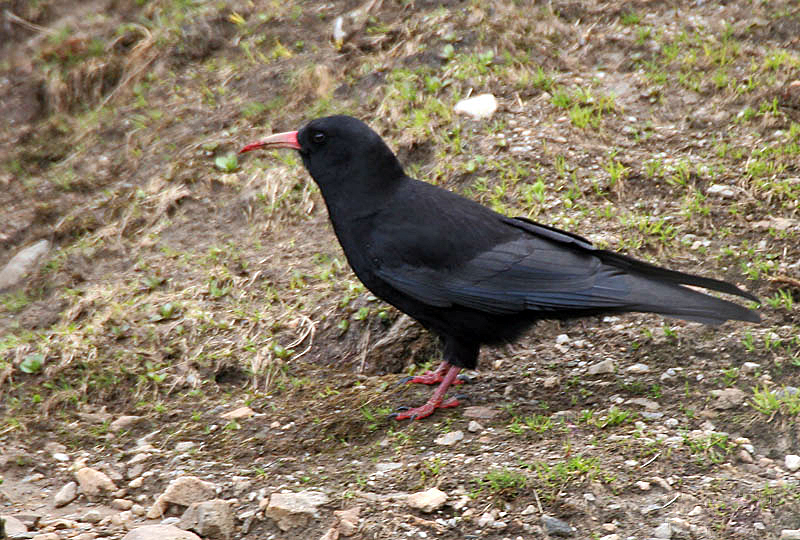
Gralla becvermella alimentant-se a l'Himàlaia.

A l'estiu, totes dues espècies s'alimenten principalment d'invertebrats com escarabats, cargols, llagostes, erugues i larves de mosca. Les formigues són un dels aliments favorits de la gralla becvermella. El bec es pot utilitzar per capturar insectes de la superfície, o per extreure cucs i altres invertebrats. La gralla becvermella normalment excava a 2-3 cm en sòls prims dins les zones d'alimentació, però pot cavar a 10–20 cm en condicions adequades.
També s'alimenten de matèria vegetal, la gralla becvermella es pot alimentar de gra caigut al terra o d'altres llocs si en té l'oportunitat la qual cosa perjudica els cultius d'ordi en trencar les espigues en maduració per extreure el blat de moro. La gralla becgroga depèn més de la fruita i les baies en moments de l'any en què les preses d'animals són limitades, i fàcilment complementarà la dieta d'hivern amb aliments proporcionats per activitats turístiques en regions de muntanya, incloent-hi estacions d'esquí, abocadors de residus i zones de pícnic. Particularment a l'hivern ambdues espècies de Pyrrhocorax s'alimenten en grup en zones obertes, sovint a certa distància dels penya-segats on es reprodueixen. Els desplaçaments per aconseguir aliment poden cobrir 20 km de distància i 1.600 m d'altitud. Als Alps, el desenvolupament de l'esquí per sobre dels 3.000 m ha permès que a l'hivern més gralles becgroga es mantinguin en altitud elevades.

A l'estiu i quan les zones d'estada se superposen, les dues espècies es poden alimentar juntes, encara que només hi ha una competència limitada per als aliments. Un estudi italià va mostrar que la part vegetal de la dieta d'hivern per a la gralla becvermella era gairebé exclusivament bulbs de Gagea, mentre que la becgroga prenia baies. Al juny, les gralles becvermella s'alimentaven principalment d'erugues, mentre que les becgroga menjaven Tipúlids i pupes per a més tard a l'estiu, consumir un gran nombre de llagostes, mentre que la becvermella afegia a la dieta els Tipúlids i les pupes, larves de mosca i escarabats. A l'Himàlaia oriental al novembre, la gralla becgroga es troba principalment en els boscos de ginebre on s'alimenten de baies de ginebre, que difereixen ecològicament de la becvermella a la mateixa regió i a la mateixa època de l'any, que excava per menjar a la terra de les pastures a la rodalia dels pobles.

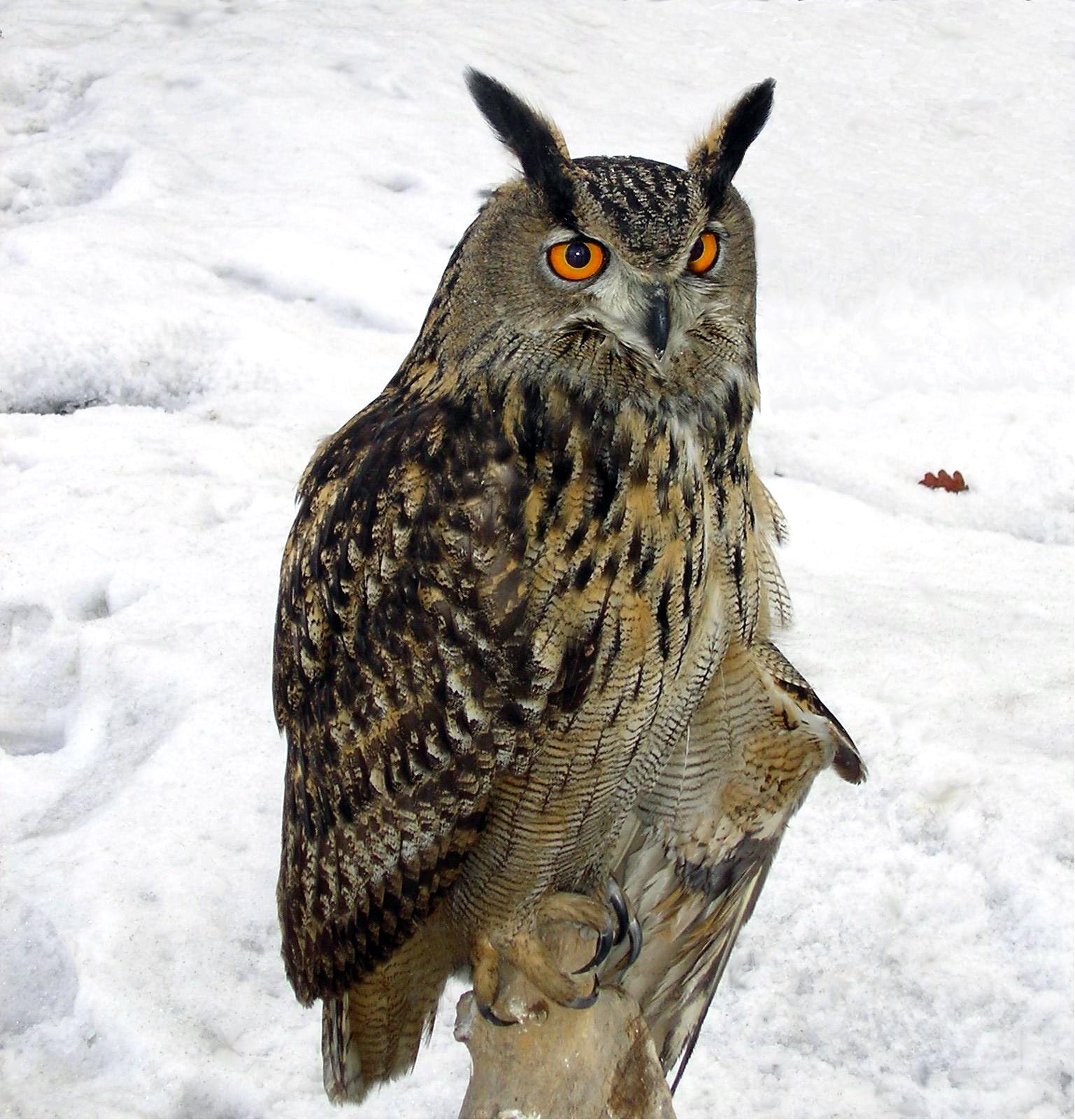
El duc eurasiàtic és un dels depredador d'aquestes gralles.

### Amenaces naturals
Entre els depredadors s'inclou el falcó peregrí, l'àguila daurada i el duc eurasiàtic. El corb comú capturarà nidificants. Al nord d'Espanya, la gralla becvermella prefereix niar a prop de les colònies de xoriguer petit. Aquest falcó, que menja només insectes, proporciona un grau de protecció contra els depredadors més grossos i els beneficis en termes d'un major èxit de cria.
Aquestes gralles hosten puces d'ocell, incloent-hi dues espècies de Frontopsylla, que són especialistes en Pyrrhocorax. Altres paràsits registrats inclouen un Cestodes Choanotaenia pirinica, i diverses espècies de polls mastegadors en els gèneres Brueelia, Menacanthus i Philopterus. S'han trobat paràsits de sang com Plasmodium en gralles becvermella, però això és poc comú i aparentment no es greu. En general es pot dir que els nivells de parasitisme són molt més baixos que en alguns altres grups de passeriformes.

## Estat
Ambdues espècies Pyrrhocorax tenen extensos rangs geogràfics i grans poblacions; tampoc es creu que s'apropin als llindars per als criteris de declivi de la població global de la Llista Vermella de la UICN (és a dir, disminuint més del 30% en deu anys o tres generacions) i, per tant, s'avaluen com de risc mínim. Tanmateix, algunes poblacions, particularment a illes com Còrsega i La Palma són petites i aïllades.
Ambdues espècies ocupaven àrees més extenses en el passat, arribant a zones més al sud i a altituds més baixes que en l'actualitat, com la gralla becgroga que a Europa va arribar a criar tant al sud com al sud d'Itàlia, i tant el declivi com la fragmentació de l'àrea continuen. La gralla becvermella ha perdut terreny en la major part d'Europa, i la becgroga ha perdut molts llocs de cria a l'est del continent. A les Illes Canàries, la gralla becvermella s'ha extingit en dues de les illes en què criava anteriorment, i la becgroga s'ha extingit de l'arxipèlag en conjunt.
Les causes del declivi inclouen la fragmentació i la pèrdua de praderies obertes a matolls o activitats humanes com la construcció d'estacions d'esquí, i una amenaça a més llarg termini prové de l'escalfament global que causaria que la zona de clima alpí preferida de l'espècie es desplacés cap a zones més altes i restringides, o localment desaparegués completament.
La gralla becvermella, que es cria a nivells més baixos, s'ha vist més afectada per l'activitat humana, i les disminucions de les principals àrees alpines de cria l'han vist categoritzada com a "vulnerable" a Europa. Només a Espanya és encara comú, i recentment ha ampliat l'àrea de distribució niant en edificis antics en zones properes als llocs de cria tradicionals de muntanya.

## En la cultura

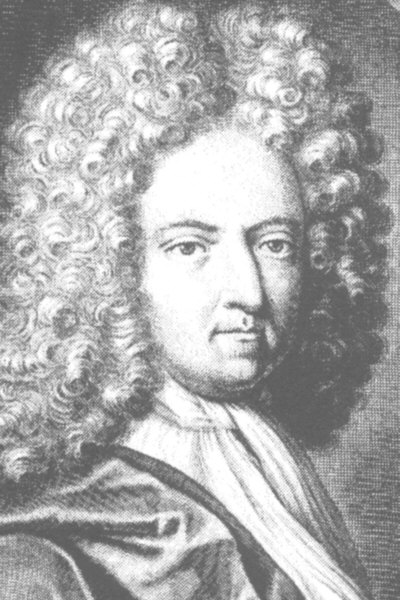
Daniel Defoe va gravar el mite de la gralla becvermella.

Tot i que es tracta principalment d'espècies de muntanya amb interaccions limitades amb els humans, la gralla becvermella té una població costanera a l'extrem oest de l'àrea de distribució, i té connexions culturals particularment amb Cornualla, on apareix en l'escut a'armes. Una llegenda d'aquest comtat diu que el rei Artús no va morir, sinó que es va transformar en una gralla becvermella, i, per tant, matar aquest ocell va ser mala sort.
La gralla becvermella antigament era coneguda per ser un lladre habitual de petits objectes de les cases, incloent-hi fusta cremada o espelmes enceses, que ocasionaria que es calés foc a pallers o sostres de palla.
Com a espècie d'altituds elevades amb un contacte limitat amb els humans fins al desenvolupament d'activitats de turisme de muntanya, la gralla becgroga té poc significat cultural. No obstant això, va aparèixer juntament amb l'hàbitat de muntanya salvatge en el “Catàleg d'oiseaux” (Catàleg d'ocells) d'Olivier Messiaen, una peça per a piano escrita entre 1956 i 1958. “Le chocard des alpes” ("La gralla becgroga") és la peça inaugural del llibre 1 de l'obra.

## Taxonomia
Només hi ha dues espècies en el gènere, la gralla becvermella i la gralla becgroga. La primera a ser descrita va ser la becvermella, anomenada Upupa pyrrhocorax per Linnaeus en el seu “Systema Naturae” el 1758. El gènere Upupa contenia espècies que tenien un bec corbat llarg i una llengua blava curta. Aquests incloïen l'ibis ermità i les puputs, els ocells que ara se sap que són completament aliens a les gralles.
La gralla becgroga va ser descrita com a Corvus graculus per Linné en l'edició de 1766 del Systema Naturae. Tot i que Corvus és el gènere de corbs al qual pertanyen els parents de les gralles, l'ornitòleg anglès Marmaduke Tunstall va considerar que lagralla era prou diferent per ser moguda al gènere Pyrrhocorax, que va descriure en el seu “Ornithologia Britannica” de 1771. El nom del gènere deriva del grec antic «purrhos» (πύρρος "color de flama") i «korax» (κόραξ, "corb").
El registre fòssil del Plistocè d'Europa inclou una forma similar a la gralla becgroga, i de vegades categoritzada com una subespècie extinta d'aquest ocell, i una forma prehistòrica de la gralla becvermella, P. p. primigenius. Hi ha vuit subespècies generalment reconegudes de la gralla becvermella, i dues de la becgroga, tot i que totes difereixen lleugerament de les formes nominals. La diversitat més gran de subespècies en l'espècie becvermella sorgeix d'una divergència primerenca de les espècies asiàtiques geogràficament aïllades d'Etiòpia de les occidentals.
Tradicionalment, s'ha pensat que els parents més propers de les gralles eren les gralles del gènere Coloeus i del Corvus, però estudis genètics més recents han suggerit que les gralles són basals a un grup de gèneres de garses asiàtiques (Crypsirina, Dendrocitta, Platysmurus, Temnurus), o més recentment, basals en tot el gènere Corvidae. Les espècies de gènere Pyrrhocorax difereixen de Corvus en el fet que tenen becs i peus de colors brillants, llisos, tars no escalats, i plomatge nasal molt curt i dens. Les gralles tenen plomatge uniformement negre, sense àrees més pàl·lides com es veu en alguns dels seus parents.
Els dos Pyrrhocorax són els hostes principals de dues puces especialitzades, Frontopsylla frontalis i F. laetus, que normalment no es troben en altres còrvids.